# フリードリヒ・カジミール・ケトラー
フリードリヒ・カジミール・ケトラー（Friedrich Kasimir Kettler, 1650年7月6日 - 1698年1月22日）は、クールラント・ゼムガレン公（在位：1682年 - 1698年）。

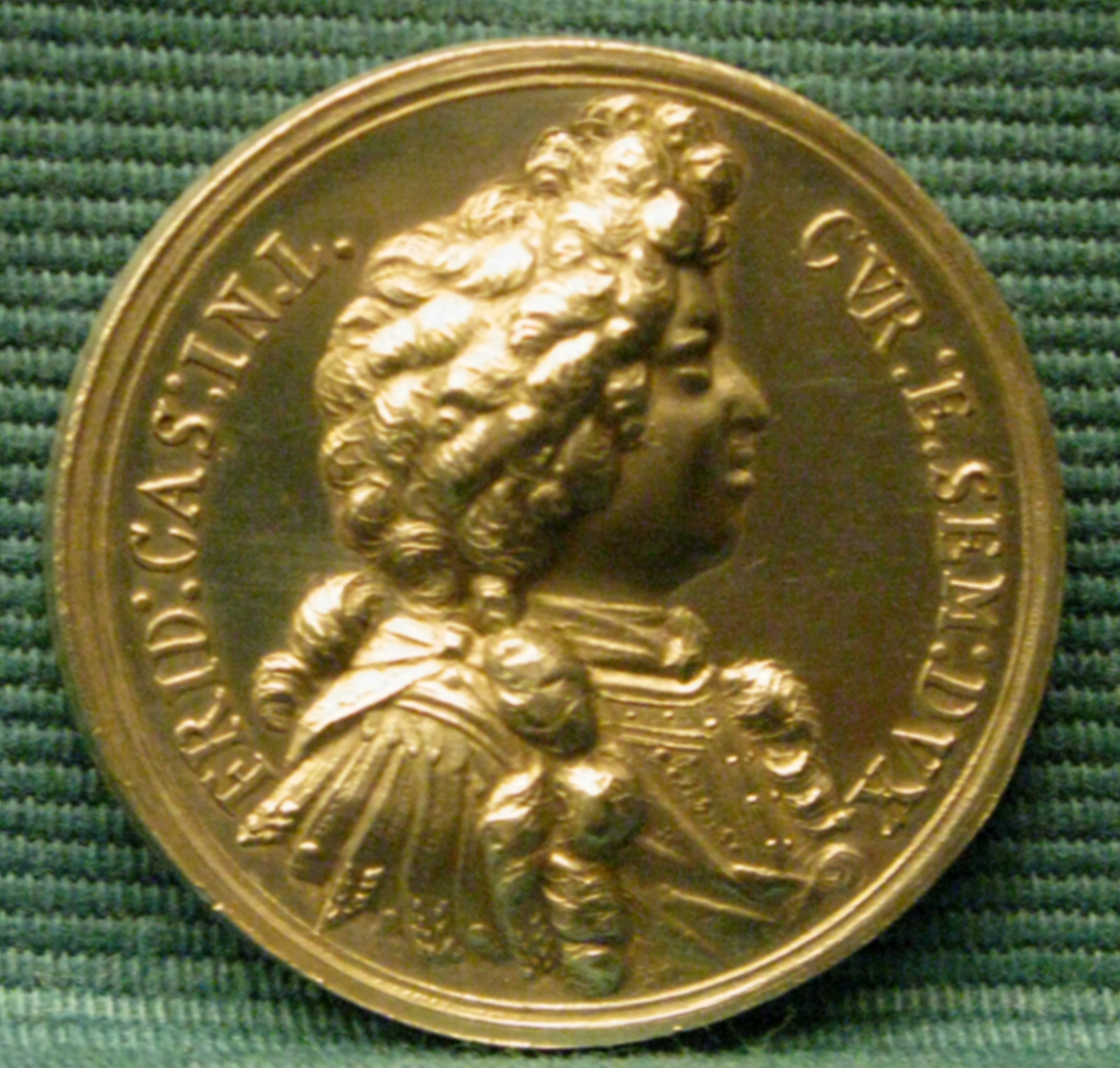
フリードリヒ・カジミールの肖像を刻んだ貨幣

## 人物
クールラント公ヤーコプ・ケトラーと、ブランデンブルクの大選帝侯フリードリヒ・ヴィルヘルムの妹ルイーゼ・シャルロッテとのあいだの長男として生まれた。フリードリヒ・カジミールは若い頃はネーデルラント連邦共和国に騎兵連隊の連隊長として仕えたが、1682年に父が死ぬと故国に戻って公爵位を継承した。父ヤーコプの治世に公国の経済的、政治的繁栄は失われていたが、フリードリヒ・カジミールは軍事力を強化して国力を維持することよりも、外面的な華美を好んだ。彼は贅沢な宮廷生活を送り、資金繰りのために植民地のトバゴ島をイギリスに売却した。
フリードリヒ・カジミールは大北方戦争が始まる直前の1698年に亡くなり、公国は幼い息子フリードリヒ・ヴィルヘルムに引き継がれた。戦争に巻き込まれた公国は様々な敵や征服者に囲まれ、この難局に対応できる有能な人材もいないという破滅的な状況を迎えた。

## 子女
フリードリヒ・カジミールは1675年、ナッサウ＝ジーゲン侯ハインリヒの娘ゾフィー・アマーリエ（1650年 - 1688年）と結婚し、3人の娘をもうけた。
- マリー・ドロテア（1684年 - 1743年） - ブランデンブルク＝シュヴェート辺境伯アルブレヒト・フリードリヒ（大選帝侯フリードリヒ・ヴィルヘルムの息子）と結婚
- エレオノーレ・シャルロッテ（1686年 - 1748年） - ブラウンシュヴァイク＝ヴォルフェンビュッテル＝ベーヴェルン公エルンスト・フリードリヒと結婚
- アマーリエ・ルイーゼ（1687年 - 1750年） - ナッサウ＝ジーゲン侯フリードリヒ・ヴィルヘルム1世アドルフと結婚

1691年、フリードリヒ・カジミールは大選帝侯フリードリヒ・ヴィルヘルムの娘エリーザベト・ゾフィー（1674年 - 1748年）と再婚し、息子を2人もうけた。
- フリードリヒ・ヴィルヘルム（1692年 - 1711年） - クールラント・ゼムガレン公
- レオポルト・カール（1693年 - 1697年）